# Muʿāwiya II.
Muʿāwiya II., [muˈʕaːwija] (معاوية بن يزيد Muʿāwiya ibn Yazīd), († 684) war der dritte Kalif der Umayyaden (683–684).
Als die Truppen der Umayyaden nach dem Tod von Yazid I. (680–683) die Belagerung des aufständischen Mekka aufhoben, dehnten sich die Unruhen weiter aus. So konnte Muawiya II. ibn Yazid  (der Sohn von Yazid I.) den Abfall großer Teile des Reiches an den neu ausgerufenen Kalifen Abdallah ibn az-Zubair (684–691) nicht verhindern. Selbst in Syrien war durch die Revolte der Banu Qais die Herrschaft der Umayyaden bedroht. Vor der Einleitung von Gegenmaßnahmen starb Muawiya II. allerdings schon im April 684 während einer Pestepidemie. Er dürfte kaum älter als 20 Jahre geworden sein.
Dies verschärfte die Krise der Umayyadenherrschaft erheblich, da Muawiya II. keine direkten Nachkommen hinterlassen hatte und auch seine Brüder sehr jung waren und somit für die Übernahme des Kalifenamtes nicht geeignet waren. Bald einigten sich die Führer der Umayyaden-Sippe aber auf Marwan I. (684–685) als neuen Kalifen. Mit diesem kam die umayyadische Linie der Marwaniden an die Macht.